# MUTV
MUTV (Manchester United Television) — платний англійський спортивний телеканал, керований футбольним клубом «Манчестер Юнайтед».
Телеканал пропонує передплатникам ексклюзивні інтерв'ю з гравцями і персоналом клубу, повні матчі Прем'єр-ліги (показуються у повторі), матчі резервного складу та Академії «Манчестер Юнайтед» в прямому ефірі, а також класичні матчі. Крім того, телеканал показує всі передсезонні товариські матчі команди.
Телеканал MUTV популярний серед уболівальників клубу у Великій Британії, його діяльність періодично висвітлюється в британських ЗМІ.

## Історія
Виходить в ефір з 10 вересня 1998 року.
У період з 2002 по 2004 роки в США на телеканалі YES Network можна було побачити матеріали з MUTV, в тому числі записи матчів.
16 листопада 2007 року ITV plc продала свій пакет акцій клубу. Тепер «Манчестер Юнайтед» володіє 66,6 % акцій, а компанії BSkyB належить 33,3 % акцій.
З липня 2014 року MUTV перейшов на мовлення у форматі високої чіткості (HD).
На MUTV працює близько 60 осіб. Студії телеканалу знаходяться в центральному Манчестері, а також на стадіоні «Олд Траффорд» і на тренувальному центрі в Каррінгтоні.